# Стахурський Михайло Михайлович
Михайло Михайлович Стахурський (24 січня 1903, село Вівся Подільської губернії, тепер Чемеровецького району Хмельницької області  — 10 квітня 1971, місто Київ) — військовий і партійний діяч Української РСР і СРСР, генерал-лейтенант, Депутат Верховної Ради СРСР 2—5-го скликань. Член ЦК КПУ в 1949—1956 і у 1960—1961 роках. Член ЦК КПРС у 1956—1961 роках.

## Біографія

Стахурський під час війни

Народився 11(24) січня 1903 року в селі Вівся Подільської губернії (тепер Чемеровецького району Хмельницької області) в родині робітника. Трудову діяльність розпочав у 1914 році наймитом, потім працював на маслоробних і лісопильних заводах.
У 1919—1923 роках — у Червоній армії.
Член РКП(б) з 1921 року.
У 1923—1924 роках  — голова Плотниківської сільської ради в Алтайській губернії РРФСР.
У 1924—1925 роках — секретар Ольшанського районного комітету ЛКСМУ на Сумщині.
У 1925—1927 роках — на політичній роботі у Червоній армії.
У 1927—1933 роках — голова районної Контрольної комісії робітничо-селянської інспекції, секретар партійного бюро, завідувач відділу Конотопського окружного комітету КП(б)У; секретар Корюківського районного комітету КП(б)У на Чернігівщині.
У 1933—1935 роках — директор радгоспу на Херсонщині, заступник директора науково-дослідного інституту в Асканії-Новій, директор машинно-тракторної станції.
У 1935—1937 роках — студент Академії соціалістичного землеробства у Москві.
У листопаді 1937 — листопаді 1938 року — завідувач сільськогосподарського відділу ЦК КП(б)У.
Рішенням Політбюро ЦК КП(б)У в листопаді 1938 року призначений директором Київського заводу «Цепи Галля» Народного комісаріату місцевої промисловості УРСР. 10 січня 1939 року Політбюро ЦК КП(б)У скасувало попереднє рішення та призначило Стахурського керуючим тресту нерудних та в'язких матеріалів Народного комісаріату місцевої промисловості УРСР.
У листопаді 1939—1941 роках — заступник народного комісара землеробства Української РСР із тваринництва.
У 1941 році закінчив Дніпропетровський сільськогосподарський інститут.
З липня 1941 року — в Червоній армії, учасник німецько-радянської війни. 31 липня — 1 вересня 1942 року — член Військової Ради 21-ї армії, полковий комісар. 13 вересня 1942 — 1943 року — член Військової Ради 24-ї армії по тилу, полковий комісар. У березні — жовтні 1943 року — член Військової Ради Центрального фронту по тилу, генерал-майор інтендантської служби — генерал-лейтенант. У жовтні 1943 — квітні 1944 року — член Військової Ради Білоруського фронту, генерал-лейтенант. У квітні — травні 1944 року — член Військової Ради I-го Білоруського фронту, генерал-лейтенант. 11 травня 1944 — 1945 року — член Військової Ради II-го Українського фронту, генерал-лейтенант.
До липня 1945 року — заступник голови Радянської контрольної комісії в Угорщині, генерал-лейтенант.
У липні 1945 — 1 вересня 1951 року — 1-й секретар Вінницького обласного комітету КП(б) України. Одночасно до січня 1950 року — 1-й секретар Вінницького міського комітету КП(б) України.
У вересні 1951—1952 роках — слухач Курсів перепідготовки при ЦК ВКП(б).
31 травня 1952 — 29 липня 1955 року — 1-й секретар Полтавського обласного комітету КП України. Був натхненником створення полтавської футбольної команди «Ворскла».
19 липня 1955 — 22 лютого 1957 року — 1-й секретар Хабаровського крайового комітету КПРС.
У травні 1957 — 14 лютого 1961 року — 1-й секретар Житомирського обласного комітету КП України.
Одночасно з червня 1958 року — член Військової ради 8-ї танкової армії Прикарпатського військового округу.
З лютого 1961 року — на пенсії, працював позаштатним членом Партійної Комісії при ЦК КПУ.
Помер в Києві 10 квітня 1971 року, похований на Байковому кладовищі.

## Нагороди
- три ордени Леніна (15.01.1944, 23.01.1948,)
- орден Кутузова 1-го ст. (13.06.1944)
- орден Богдана Хмельницького 1-го ст. (28.04.1945)
- два ордени Вітчизняної війни І ст. (4.02.1943, 27.08.1943)
- медалі

### Військові звання
- полковий комісар (.07.1942)
- полковник (7.12.1942[2])
- генерал-майор інтендантської служби (9.04.1943)

Могила Стахурського М. М. на Байковому кладовищі

- генерал-лейтенант (13.09.1944)